# Peter Larsson (ur. 1984)
Peter Larsson (ur. 30 kwietnia 1984 w Halmstad) – szwedzki piłkarz występujący na pozycji obrońcy. Zawodnik klubu Helsingborgs IF.

## Kariera klubowa
Larsson treningi rozpoczął w klubie IF Centern. W 1999 roku przeszedł do juniorskiej ekipy zespołu Halmstads BK. W 2003 roku został włączony do jego pierwszej drużyny grającej w Allsvenskan. W tych rozgrywkach zadebiutował 30 sierpnia 2004 roku w zremisowanym 1:1 meczu z Hammarby. W tym samym roku wywalczył z zespołem wicemistrzostwo Szwecji. 10 maja 2005 roku w wygranym 3:1 pojedynku z GIF Sundsvall strzelił pierwszego gola w Allsvenskan. W pierwszej drużynie Halmstads spędził 5 lat. W tym czasie rozegrał tam w sumie 76 spotkań i zdobył 6 bramek.
Latem 2008 roku Larsson podpisał kontrakt z duńskim zespołem FC København. W Superligaen zadebiutował 27 lipca 2008 roku w zremisowanym 1:1 spotkaniu z Randers FC. W 2009 roku wygrał z klubem rozgrywki Pucharu Danii. W tym samym roku, a także rok później zdobył z nim mistrzostwo Danii.

## Kariera reprezentacyjna
W reprezentacji Szwecji Larsson zadebiutował 13 stycznia 2008 roku w wygranym 1:0 towarzyskim meczu z Kostaryką.